# Sköldormstjärna
Sköldormstjärna (Amphilepis norvegica) är en ormstjärneart som först beskrevs av Ljungman 1865.  Sköldormstjärna ingår i släktet Amphilepis och familjen sköldormstjärnor. Enligt den svenska rödlistan är arten nära hotad i Sverige. Arten förekommer i Götaland. Artens livsmiljö är havet. Inga underarter finns listade i Catalogue of Life.